# Dorfkirche Lichtenhain

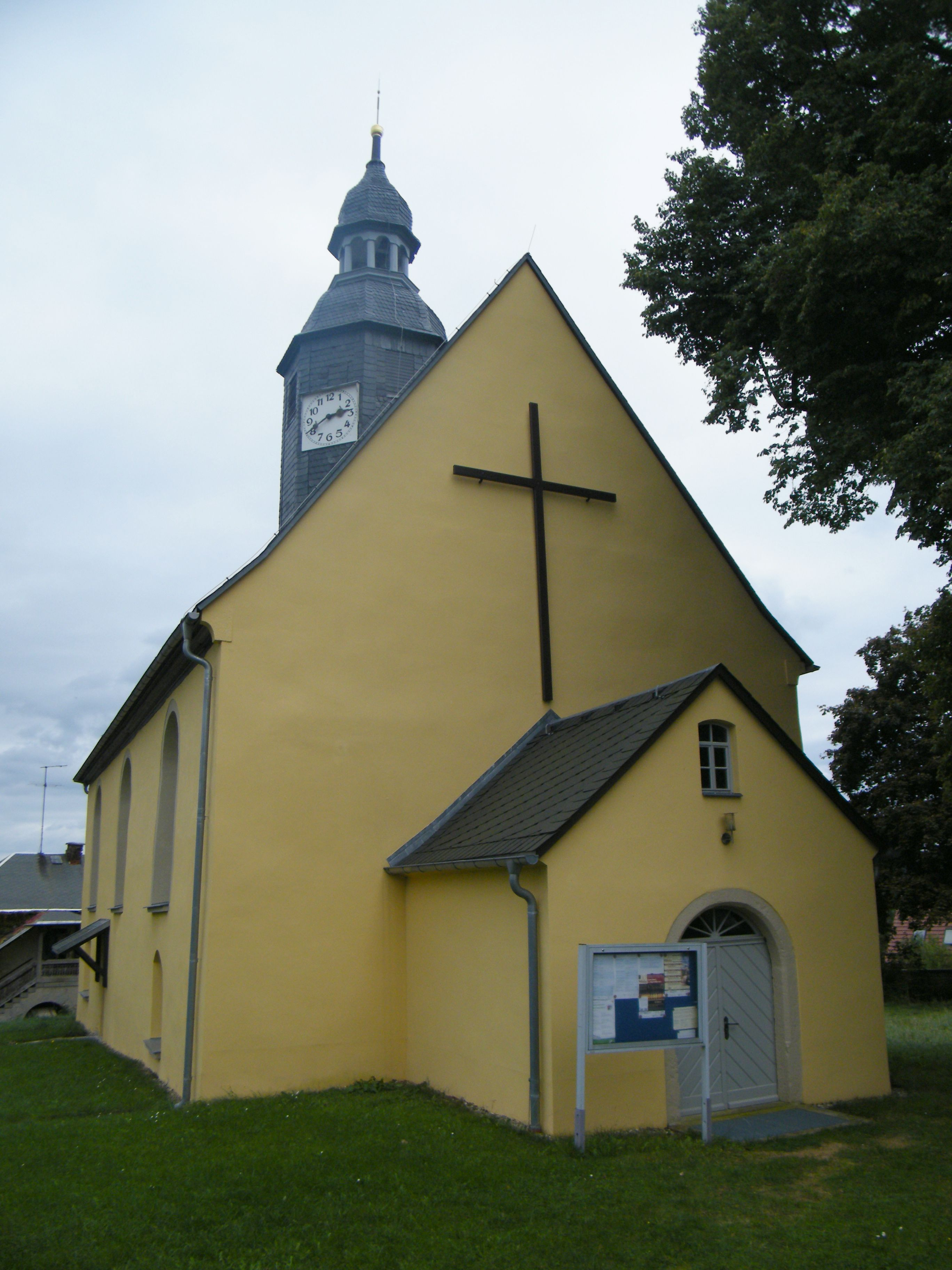
Dorfkirche Lichtenhain, Ansicht vom Anger (2021)

Die Dorfkirche Lichtenhain liegt im Ortsteil Lichtenhain der großen Kreisstadt Sebnitz. Sie stammt aus den Jahren 1696–1697. Die barocke Sakralbau steht auf dem Anger, umgeben von einem aufgehobenen Friedhof. Sie gehört zur Evangelisch-Lutherischen Kirchgemeinde Sebnitz-Hohnstein und wird regelmäßig für die Gottesdienste genutzt.

## Geschichte
Das Dorf Lichtenhain wird 1409 erstmals urkundlich erwähnt, wurde aber schon früher gegründet. Spätestens im 15. Jahrhundert verfügte sie bereits über eine eigene Pfarrkirche auf dem Anger, umgeben von einem Friedhof. In den Jahren 1696–1697 wurde sie durch eine geräumigere Barockkirche ersetzt. Die Innenausstattung stammt aus der Bauzeit der Kirche, die Orgel ist modern. Der Kirchenfriedhof verschwand nach 1871, nachdem am Südrand von Lichtenhain ein neuer Gemeindefriedhof errichtet wurde. Von 2014 bis 2018 wurde die Dorfkirche umgebaut. Mehrere Fenster wurden ersetzt, Türe, Fassade und Dach wurden repariert. 2020 wurde die Orgel für 36.000 € restauriert.
Die Lichtenhainer Kirche gehört zur Evangelisch-Lutherischen Kirchgemeinde Sebnitz-Hohnstein. Hier finden regelmäßig Gottesdienste statt, in der Regel einmal im Monat. Es ist als Kulturdenkmal unter der Nummer 09254546 geschützt.

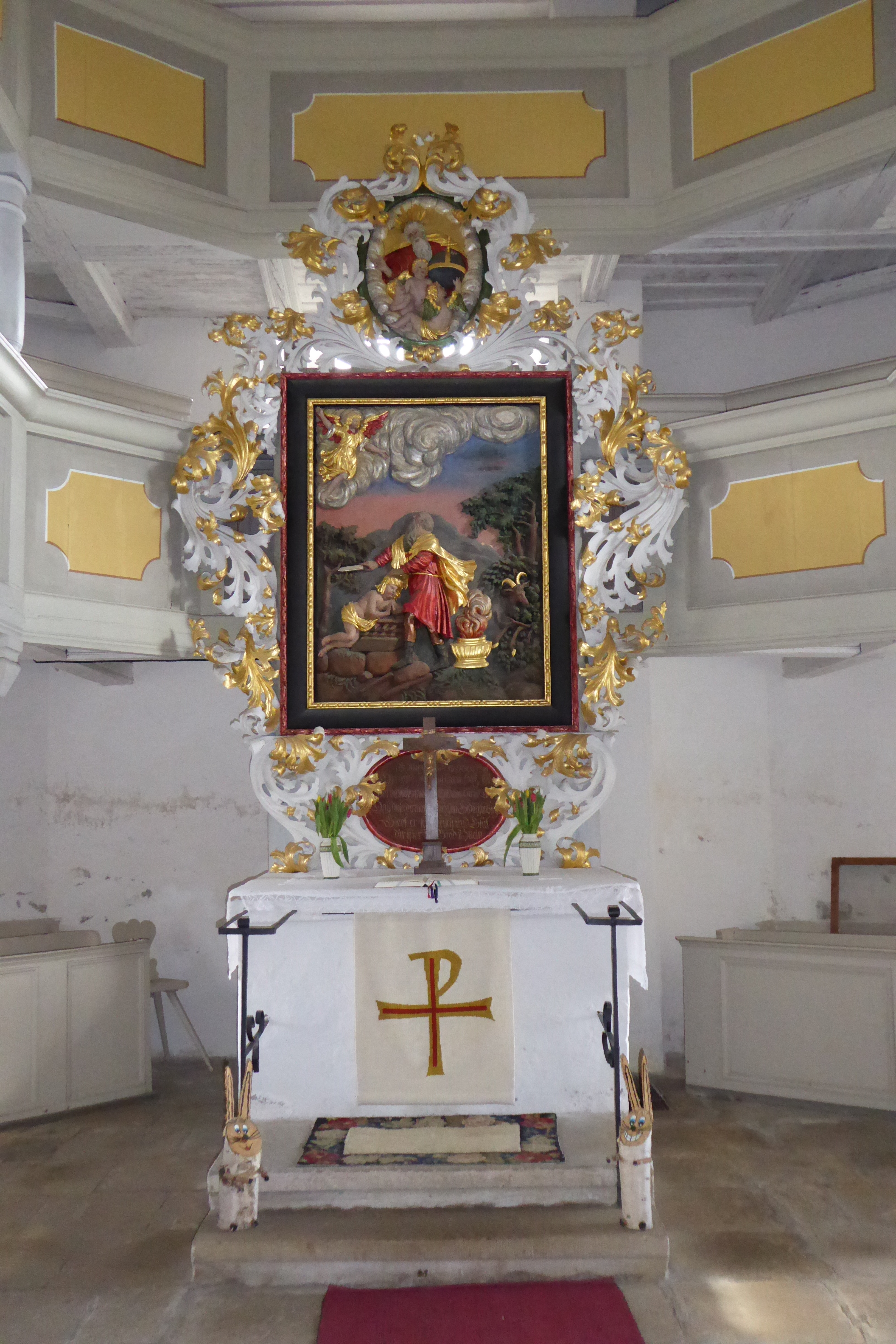
Altar der Dorfkirche

## Baubeschreibung
Die orientierte Saalkirche ist einschiffig. Sie steht auf einem rechteckigen Grundriss mit einem dreieckigen Abschluss. Aus der Stirnseite erstreckt sich eine rechteckige Halle mit einem Haupteingang. Die Fassaden sind schlicht, tiefgelb. Die Fenster enden in einem Rundbogen, die Glasmalereien stammen aus der Zeit um 1900. Aus dem mit Schiefer gedeckten Dach ragt ein niedriger Dachreiter mit Lamellenfenstern hervor. Der verzierte Hochaltar, entstand zwischen 1696 und 1697, er stammt von dem Zittauer Bildhauer Johann Konrad Edelwehr. Das Altarbild zeigt dis sogenannte Opferung Isaaks. Im Medaillon über ihm ist Gottvater, mit dem kleinen Jesus Christus zu sehen. Die Kanzel und der Taufstein aus Sandstein gehören zu den ältesten Teilen der Einrichtung. Neben der Kanzel befindet sich ein Porträt von Daniel Struz aus dem Jahr 1715, dem Erbauer, der die Kirche wieder aufgebaut hat. Auf einer unregelmäßigen Empore mit zweigeschossiger Galerie steht die Orgel aus dem Jahr 1928. Das Instrument aus der Dresdner Werkstatt der Gebrüder Jehmlich hat 2 Manuale und 13 Register. Die drei Glocken stammen aus dem Jahr 1650.